# Albrechtičky
Albrechtičky (en allemand : Klein Olbersdorf) est une commune du district de Nový Jičín, dans la région de Moravie-Silésie, en République tchèque. Sa population s'élevait à 704 habitants en 2021.

## Géographie
Albrechtičky se trouve à 14 km au nord-ouest de Nový Jičín, à 18 km au sud-ouest d'Ostrava et à 266 km à l'est de Prague.
La commune est limitée par l'Oder et la commune de Studénka au nord, par Petřvald à l'est, par Mošnov au sud et par Studénka à l'ouest. L'aéroport d'Ostrava occupe la partie orientale de la commune.

## Histoire
La première mention écrite du village date de 1408.

## Transports
Par la route, Albrechtičky se trouve à 18 km de Nový Jičín, à 32 km d'Ostrava et à 337 km de Prague.